# Marcel Ketelaer
Marcel Ketelaer (* 3. November 1977 in Mönchengladbach) ist ein ehemaliger deutscher Fußballspieler und heutiger -trainer.

## Karriere

### Als Spieler
Marcel Ketelaer spielte von 1982 bis 2000 bei Borussia Mönchengladbach (Jugend, Amateure, Profis). 1997 unterschrieb er seinen ersten Profivertrag. Das erste Bundesligaspiel bestritt Ketelaer am 11. Mai 1996 (33. Spieltag) gegen den KFC Uerdingen 05. Ketelaer wurde in der 85. Minute für Jörgen Pettersson eingewechselt. Er wechselte 2000 nach zehn Toren in 30 Spielen in der Saison 1999/2000 für geschätzte 5,5 Millionen DM vom Zweitligisten Borussia Mönchengladbach zum Hamburger SV.
In der Saison 2000/01 bestritt er sechs Spiele in der Champions League und bereitete zwei Treffer vor (eines davon beim 4:4-„Jahrhundertspiel“ gegen Juventus Turin). In der darauffolgenden Saison erzielte er am 9. Spieltag bei der Premiere von Kurt Jara als Trainer zwei Tore gegen Hertha BSC. In der Saison 2002/03 kehrte er zu seinem Stammverein nach Mönchengladbach zurück, wo er zu 25 Bundesligaspielen und 8 Einsätzen für die Amateurmannschaft in der Oberliga Nordrhein kam.
Nach erfolglosen Stationen beim 1. FC Nürnberg und LR Ahlen, wo er immerhin zu 14 Einsätzen kam, wechselte er im Januar 2006 zum FC Superfund Pasching. Nach der Lizenzübergabe von Pasching nach Klagenfurt zum SK Austria Kärnten spielte er sechs Spiele im südlichen österreichischen Bundesland, ehe er 2008 zu SK Rapid Wien wechselte. Nach einigen Verletzungen und nur 12 Einsätzen wurde sein Vertrag in Wien aufgelöst. Ketelaer suchte bis zum Januar 2010 einen Verein, den er mit dem österreichischen Regionalligisten FC Pasching fand.
Ketelaer bestritt zehn Spiele für die deutsche U-21-Auswahl und erzielte dabei drei Tore.

### Als Trainer
Nachdem er zuvor die Amateurmannschaft des Vereins trainiert hatte, wurde Ketelaer gemeinsam mit Yahya Genc im Sommer 2013 Trainer des FC Blau-Weiß Linz in der österreichischen Regionalliga Mitte. Im Mai 2014 wurde die Nichtverlängerung des Vertrages für das Duo bekanntgegeben. Marcel Ketelaer wurde kurz darauf zum Co-Trainer beim Ligarivalen SK Vorwärts Steyr bestellt. Nach der überraschenden Trennung von Helmut Kraft wurde er aber bereits im September 2014 zum Cheftrainer in Steyr befördert. Nach Saisonende verließ Ketelaer Vorwärts Steyr.
Ab Januar 2017 war Ketelaer als Co-Trainer von Jochen Fallmann beim SKN St. Pölten aktiv. Nach dessen Rücktritt wurde er bis zur Bestellung von Oliver Lederer interimistisch Cheftrainer. Im März 2018 wurde Ketelaer Sportkoordinator der Niederösterreicher.
Nach dem Wechsel von Dietmar Kühbauer zum SK Rapid Wien übernahm Ketelaer im Oktober 2018 erneut interimistisch für ein Spiel den Cheftrainerposten.
2021 wurde Ketelaer Sportdirektor bei FC Admira Wacker Mödling.